# Syrrhopodon armatispinosus
Syrrhopodon armatispinosus är en bladmossart som beskrevs av Lin Pan-juan 1979. Syrrhopodon armatispinosus ingår i släktet Syrrhopodon och familjen Calymperaceae. Inga underarter finns listade i Catalogue of Life.